# Comuna Serednea Derajnea, Novohrad-Volînskîi
Serednea Derajnea (în ucraineană Середньодеражнянська сільська рада) este o comună în raionul Novohrad-Volînskîi, regiunea Jîtomîr, Ucraina, formată din satele Serednea Derajnea (reședința) și Velîka Derajnea.

## Demografie
Componența lingvistică a comunei Serednea Derajnea
     Ucraineană (99,31%)
     Alte limbi (0,69%)
Conform recensământului din 2001, majoritatea populației comunei Serednea Derajnea era vorbitoare de ucraineană (99,31%), existând în minoritate și vorbitori de alte limbi.